# Verdienstmedaille für vorbildliche Verdienste um den Nächsten
Die Verdienstmedaille für vorbildliche Verdienste um den Nächsten ist eine Auszeichnung des Landes Niedersachsen. Sie kann an natürliche Personen verliehen werden, die sich in Niedersachsen durch ehrenamtliche und vorbildliche Taten um den Nächsten verdient gemacht haben. Die Medaille wurde 1984 durch Beschluss der Niedersächsischen Landesregierung gestiftet. 1996 wurde die Stiftungsurkunde erneuert. Verliehen wird die Medaille nebst Anstecknadel und Urkunde als Zeichen der Anerkennung und des Dankes vom niedersächsischen Ministerpräsidenten.

## Voraussetzungen
Voraussetzung für die Würdigung ist eine persönliche, ehrenamtliche, selbstständige und auszeichnungswürdige Leistung, „die mit großem persönlichem Einsatz und unter Zurückstellung eigener Interessen über längere Zeit“ im Dienst eines oder mehrerer Mitmenschen ausgeübt wurde.

## Bisherige Träger (Auswahl)
Die ersten Verleihungen erfolgten 1985. Bis 2013 wurden insgesamt 589 Personen ausgezeichnet. Unter ihnen sind:
- 2000: Emma Frede in Hannover[4]
- 2011: Friedhelm Groß (* um 1941) für sein Engagement im Bürgerverein Eversburg, Osnabrück[5]
- 2013: Martha Masbaum, für rund drei Jahrzehnte Ehrenamt in dem von ihr gegründeten und Generationen-übergreifend besuchten Seniorenclub Stirpe-Oelingen-Herringhausen in Stirpe-Oelingen[6]
- Franz Rießelmann (1913–2009), Bankkaufmann, Kämmerer und Standesbeamter, erhielt auch den Nieberding-Schild der Stadt Lohne[7]
- 2016: Niki Meyer für ihr Engagement im Krankenhaus Soltau als sog. Grüne Dame und insbesondere für ihre Verdienste in der Flüchtlingskrise.